# جوادآباد (ورامین)
جوادآباد شهری از توابع بخش جوادآباد شهرستان ورامین در استان تهران در ایران است. این شهر مرکز بخش جوادآباد  است.
شهر در شمال اتوبان حرم تا حرم واقع شده است و بعد از افتاح اتوبان به آبیک قزوین و اتوبان به شهید بابایی تهران موقعیت عالی را دارا میشود.
شهر جوادآباد، مرکز بخش ‌جوادآباد و جنوبی‌ترین‌ شهر در شهرستان‌ ورامین‌. در ارتفاع ۸۴۰ متری ‌از سطح‌دریا و فاصله‌ آن ‌با تهران ‌حدود ۵۴ کیلومتر است‌.
مساحت بخش یک هزار و چهارصد و ده کیلومتر مربع میباشید.
در ۳ اسفند ۱۳۷۲، به ‌شهر تبدیل ‌شد و نام ‌آن ‌به‌ جوادیه ‌تغییر یافت و در ۳۰ بهمن‌۱۳۷۹، طبق ‌تصویبنامه‌ هیئت‌وزیران‌، دوباره ‌نامش‌ جوادآباد گردید.
جوادآباد مرکز بخشی است که یکی از استراتژیک ترین مناطق از لحاظ تامین و تولید مواد غذایی و همچنین تولیدات صنعتی محسوب میشود.
این شهر برای سالهای مختلف به عنوان سرسبزترین شهر استان تهران برگزیده شده است.
بخش جوادآباد با دو استانِ قم و سمنان همجوار است. و از اتوبان حرم تا حرم به شهر های گرمسار و قم مرتبط میباشد.
از شهرک صنعتی چرمشهر و سالاریه واقع در این بخش صادرات قابل توجهی به نقاط مختلف دنیا صورت میگیرد.